# Copa del Món de ciclisme de 1999
La Copa del Món de ciclisme de 1999 fou l'11a edició de la Copa del Món de ciclisme. Va estar formada per 10 curses disputades entre març i octubre de 1999 i fou guanyada pel belga Andrei Txmil.

## Calendari
| Data         | Cursa                     | País          | Vencedor                   | Equip del vencedor |
| ------------ | ------------------------- | ------------- | -------------------------- | ------------------ |
| 20 de març   | Milà-Sanremo              | Itàlia        | Andrei Txmil (BEL)         | Lotto-Mobistar     |
| 4 d'abril    | Tour de Flandes           | Bèlgica       | Peter Van Petegem (BEL)    | TVM                |
| 11 d'abril   | París-Roubaix             | França        | Andrea Tafi (ITA)          | Mapei-Quick Step   |
| 18 d'abril   | Lieja-Bastogne-Lieja      | Bèlgica       | Frank Vandenbroucke (BEL)  | Cofidis            |
| 24 d'abril   | Amstel Gold Race          | Països Baixos | Michael Boogerd (NED)      | Rabobank           |
| 8 d'agost    | Clàssica de Sant Sebastià | Espanya       | Francesco Casagrande (ITA) | Vini Caldirola     |
| 15 d'agost   | HEW Cyclassics            | Alemanya      | Mirko Celestino (ITA)      | Team Polti         |
| 22 d'agost   | Campionat de Zuric        | Suïssa        | Grzegorz Gwiazdowski (POL) | Cofidis            |
| 3 d'octubre  | París-Tours               | França        | Marc Wauters (BEL)         | Rabobank           |
| 16 d'octubre | Giro de Llombardia        | Itàlia        | Mirko Celestino (ITA)      | Team Polti         |

## Classificacions finals

### Classificació individual
| Pos. | Ciclista                   | Equip            | Punts |
| ---- | -------------------------- | ---------------- | ----- |
| 1    | Andrei Txmil (BEL)         | Lotto-Mobistar   | 299   |
| 2    | Michael Boogerd (NED)      | Rabobank ProTeam | 238   |
| 3    | Franck Vandenbroucke (BEL) | Cofidis          | 166   |
| 4    | Peter Van Petegem (BEL)    | TVM              | 153   |
| 5    | Markus Zberg (SUI)         | Rabobank ProTeam | 145   |
| 6    | Johan Museeuw (BEL)        | Mapei-Quick Step | 138   |
| 7    | Paolo Bettini (ITA)        | Mapei-Quick Step | 137   |
| 8    | Zbigniew Spruch (POL)      | Lampre-Daikin    | 131   |
| 9    | Léon van Bon (NED)         | Rabobank ProTeam | 123   |
| 10   | Marc Wauters (BEL)         | Rabobank ProTeam | 107   |

### Classificació per equips
| Pos. | Equip            | Punts |
| ---- | ---------------- | ----- |
| 1    | Rabobank ProTeam | 94    |
| 2    | Mapei-Quick Step | 89    |
| 3    | Lotto-Mobistar   | 73    |
| 4    | Lampre-Daikin    | 54    |
| 5    | Polti            | 50    |